# Edmund Twórz
Edmund Franciszek Twórz (Śmigiel, 1914. február 12. – Gdańsk, 1987. szeptember 29.) válogatott lengyel labdarúgó, hátvéd.

## Pályafutása
1929 és 1947 között a Warta Poznań, 1948 és 1954 között az Ogniwo Sopot labdarúgója volt. 1937 és 1939 között hat alkalommal szerepelt a lengyel válogatottban, melynek tagjaként részt vett az 1938-as világbajnokságon.
A lengyel válogatottban 1937. szeptember 12-én mutatkozott be a Bulgária elleni mérkőzésen. Az 1938-as világbajnokságra behívták a csapatba, de nem volt azon tizenöt játékos között, akiket Józef Kałuża edző Franciaországba vitt. Akkoriban a Warta Poznań játékosa volt. 1939-ig 6 mérkőzést játszott a hazája válogatottjában. Az 1939. június 4-én, Svájc ellen lejátszott mérkőzésen Edmund Twórz mindössze 7 percet játszott: eltörte a lábát, ami véget vetett a labdarúgó-pályafutásának. A második világháború befejeztével Sopotba költözött, ahol 1948 és 1956 között a helyi Ogniwo és Sparta klubokban szerepelt.

## Statisztika

### A válogatottban
| Lengyelország | Lengyelország   | Lengyelország | Lengyelország |
| Év            | Pályára lépések | Gólok         |               |
| ------------- | --------------- | ------------- | ------------- |
| 1937          | 2               | 0             |               |
| 1938          | 1               | 0             |               |
| 1939          | 3               | 0             |               |
| Összesen      | 6               | 0             |               |

## Fordítás
- Ez a szócikk részben vagy egészben  az   Edmund Twórz című lengyel Wikipédia-szócikk ezen változatának fordításán alapul.  Az eredeti cikk szerkesztőit annak laptörténete sorolja fel. Ez a jelzés csupán a megfogalmazás eredetét és a szerzői jogokat jelzi, nem szolgál a cikkben szereplő információk forrásmegjelöléseként.